# Andreas Hauck
Andreas Hauck (ur. 19 czerwca 1960) – niemiecki lekkoatleta, specjalizujący się w biegach średniodystansowych. W czasie swojej kariery reprezentował Niemiecką Republikę Demokratyczną.

## Sukcesy sportowe
Największy sukces na arenie międzynarodowej odniósł w 1979 w Bydgoszczy, zdobywając podczas mistrzostw Europy juniorów srebrny medal w biegu na 800 metrów (z czasem 1:48,85, za Klausem-Peterem Nabeinem).
W 1978 w Bukareszcie startował w „Zawodach Przyjaźni” (z udziałem juniorów do 18 lat), zajmując II miejsce w biegu na 800 metrów oraz I miejsce w biegu sztafetowym 4 x 400 metrów. W 1984 reprezentował NRD podczas rozegranych w Moskwie zawodów „Przyjaźń-84”, zajmując VI miejsce w biegu na 800 metrów. W 1985  wystąpił w Pucharze Europy, zajmując VI miejsce w biegu na 800 metrów.
Wielokrotnie startował w finałach mistrzostw Niemieckiej Republiki Demokratycznej, zdobywając m.in. trzy srebrne medale w biegu na 800 metrów (1983, 1984, 1985) oraz trzy srebrne medale w biegu na 1500 metrów (1980, 1984, 1985).

## Rekordy życiowe
- bieg na 800 metrów – 1:45,78 – Drezno 19/05/1984
- bieg na 800 metrów (hala) – 1:47,10 – Chociebuż 01/02/1981
- bieg na 1000 metrów – 2:16,30 – Poczdam 12/07/1984
- bieg na 1000 metrów (hala) – 2:19,80 – Senftenberg 09/02/1985
- bieg na 1500 metrów – 3:38,30 – Poczdam 09/06/1983
- bieg na 1500 metrów (hala) – 3:37,60 – Poczdam 03/02/1983
- bieg na 2000 metrów – 5:04,17 – Nicea 14/08/1982